# English Men of Letters
English Men of Letters var en serie litterära biografier skrivna av tidens ledande litterära personligheter och publicerade av Macmillan, under John Morleys redaktörskap. Den ursprungliga serien påbörjades 1878 och utkom till 1892. En andra serie, även den under Morleys redaktörskap, publicerades mellan 1902 och 1919.

## Första serien
| 1. Leslie Stephen, Samuel Johnson, 1878 2. James Cotter Morison, Gibbon, 1878 3. Richard H. Hutton, Sir Walter Scott, 1878 4. John Addington Symonds, Shelley, 1878 5. Thomas Henry Huxley, Hume, 1879 6. William Black, Goldsmith, 1878 7. William Minto, Daniel Defoe, 1879 8. John Campbell Shairp, Robert Burns, 1879 9. R. W. Church, Spenser, 1879 10. Anthony Trollope, Thackeray, 1879 11. John Morley, Burke, 1879 12. Mark Pattison, Milton, 1879 13. Henry James, Nathaniel Hawthorne, 1879 14. Edward Dowden, Southey, 1879 15. Adolphus William Ward, Chaucer, 1879 16. Goldwin Smith, Cowper, 1880 17. James Anthony Froude, Bunyan, 1879 18. John Nichol, Byron, 1880 19. Thomas Fowler, Locke, 1880 20. Leslie Stephen, Alexander Pope, 1880 | 21. Alfred Ainger, Charles Lamb, 1882 22. David Masson, Quincey, 1881 23. Sidney Colvin, Landor, 1881 24. George Saintsbury, Dryden, 1881 25. F. W. H. Myers, Wordsworth, 1881 26. Richard Claverhouse Jebb, Bentley, 1882 27. Leslie Stephen, Swift, 1882 28. Adolphus William Ward, Dickens, 1882 29. Edmund Gosse, Gray, 1882 30. H. D. Traill, Sterne, 1882 31. James Cotter Morison, Macaulay, 1882 32. Austin Dobson, Fielding, 1883 33. Mrs. Oliphant, Sheridan, 1883 34. W. J. Courthope, Addison, 1884 35. R. W. Church, Bacon, 1884 36. H. D. Traill, Coleridge, 1884 37. John Addington Symonds, Sir Philip Sidney, 1886 38. Sidney Colvin, Keats, 1887 39. John Nichol, Thomas Carlyle, 1892 |